# موزس ليفي
موزس ليفي ولد بتونس العاصمة في 3 فيفري 1885 وتوفي عام 1968، رسام تونسي من أصل يهودي. وهو أحد رواد الرسم في تونس وأحد مؤسسي مدرسة تونس.

## ترجمته
ولد هذا الفنان من أب بريطاني وأمّ إيطالية وكان والده مستشارا لدى البايات الحسينيين. أما هو فقد ذهب إلى إيطاليا عام 1900 لاستكمال تكوينه وتمكن من التردد على مختلف المدارس الفنية وخاصة منها أكاديمية الفنون الجميلة وبدأ عرض لوحاته في 1913. وقد تسنى له العرض بمدينة البندقية في مطلع العشرينات. وشارك منذ تلك الفترة وبانتظام في الصالون التونسي. وكان في الأربعينات من مؤسسي مدرسة تونس، وبعد الاستقلال اتجه عام 1958 ليستقر بإيطاليا. وقد تسنى له عرض أعماله بكل من تونس وباريس والرباط وروما